# بيلهافن (إسكتلندا)
بيلهافن (بالإنجليزية: Belhaven)‏ هي قرية تقع في مقاطعة لوثيان الشرقية الاسكتلنديَّة. كانت بالأصل ميناء دنبار القديم والتي لطالما كانت القرية جزءًا منه. تأخذ بيلهافن اسمها من موقعها عند مصب نهر بيل ووتر. يوجد في بيلهافن مدرسة بيلهافن هيل وهي مدرسة ابتدائيَّة مستقلة للأطفال الذين تتراوح أعمارهم ما بين السبعة حتى ثلاثة عشر عامًا.

## الصناعة
افتتحت مطحنة للغزل في بيلهافن في عام 1806 ولكنها أغلقت بعد وقت قصير نسبيًا من بدء تشغيلها. افتتح مصنع للسلع القطنية في ثكنات المدفعية السابقة مقابل وينترفيلد بارك عام 1815 والتي قامت الحكومة بشراءه. قدَّم المصنع فرص عمل لـ550 شخصًا منهم العديد من المهاجرين الأيرلنديين. أغلق هذا المصنع أيضًا بعد انهيار مصرف لوثيان الشرقية (1823).

## وصلات خارجية
- معمل بيرة بيلهافن (بالإنجليزية)
- كنيسة بيلهافن (بالإنجليزية)